# 融水苗族芦笙斗马
融水苗族芦笙斗马是位于广西壮族自治区柳州市融水苗族自治县的市级非物质文化遗产，芦笙是苗族常见乐器，常使用于坡会、节庆、宗教祭祀及婚、丧、礼俗等场合，保护状况良好，全县共有300多支芦笙队。斗马也是苗族的一种习俗。